# Journée internationale de la paix
Ne doit pas être confondu avec Journée mondiale de la paix.
La journée internationale de la paix est célébrée chaque année le 21 septembre. Elle est dédiée à la paix et particulièrement à l'absence de guerre, qui doit se manifester par un cessez-le-feu dans les zones de combat. Elle est observée dans de nombreux pays depuis sa création en 1981.
Depuis 2002, cette Journée commence au siège des Nations unies à New York par une cérémonie en présence du secrétaire-général qui fait sonner la Cloche de la paix, fabriquée à partir de pièces de monnaie données par des enfants de tous les continents. C'est un don de l'association japonaise pour l'ONU et se veut un « rappel de ce que la guerre a coûté à l'humanité ». Elle porte cette inscription : « Longue vie à la paix dans le monde ».
Cette journée ne doit pas être confondue avec la Journée mondiale de la paix, journée de prière pour la paix instituée par le pape Paul VI en 1968 au sein de l'Église catholique et fixée au 1er janvier.

## Histoire

### Création
Cette Journée internationale a été instituée par l'Assemblée générale des Nations unies, dans une résolution proposée par le Royaume-Uni et le Costa Rica en 1981,. La date de sa célébration est fixée au troisième mardi suivant l'ouverture de l'Assemblée générale des Nations unies.
Le mardi 21 septembre 1982 a été la première journée internationale de la paix.

### Années 2000
2001 est la première année de la Décennie internationale de la promotion d'une culture de la non-violence et de la paix au profit des enfants du monde (2001-2010).
Le 7 septembre 2001, une résolution de l'Assemblée générale des Nations unies a fixé la date de célébration de cette journée internationale au 21 septembre de chaque année. Cette résolution a été proposée par le Royaume-Uni et le Costa Rica, à la demande de l'organisation Peace One Day. Cette journée est aussi définie comme une journée de cessez-le-feu général.
En 2001, la journée internationale de la paix tombait le 11 septembre, et Kofi Annan, secrétaire-général avait préparé un message à cette occasion.
2002 est la première année que cette journée fut célébrée à la date fixe du 21 septembre.

### Années 2010
En 2010, la journée internationale de la paix est proposée par l’association mondiale d’espéranto pour être fêtée comme s’il s’agissait d’un jour férié en Espérantie, car l’espéranto est avant tout un outil de communication international pacifique.
En 2011 - 30e anniversaire de sa création - la journée internationale de la paix a pour thème : « Paix et démocratie : faites entendre votre voix ».
En 2012 - la journée internationale de la paix a pour thème : « Une paix durable pour un avenir durable ».
En 2013 - la journée internationale de la paix a pour thème : « L'éducation pour la paix ».
En 2014 - la journée internationale de la paix a pour thème : « Le droit des peuples à la paix » comme un des droits de l'homme.
En 2015 - la journée internationale de la paix a pour thème « Partenariat pour la paix, la dignité pour tous ».
En 2016 - la journée internationale de la paix a pour thème « Objectifs de développement durable, composantes de la paix ».
En 2017 - la journée internationale de la paix a pour thème « Ensemble pour la paix : Respect, dignité et sécurité pour tous ».
En 2018 - la journée internationale de la paix a pour thème « Le droit à la paix : 70 ans de la Declaration universelle des droits de l'homme ».
En 2019 - la journée internationale de la paix a pour thème « Action climatique et action pour la paix ».

### Années 2020
En 2020 - la journée internationale de la paix a pour thème « Façonner la paix ensemble ».
En 2021 - la journée internationale de la paix a pour thème " Se relever, pour un monde plus équitable et durable".
En 2022 - la journée internationale de la paix a pour thème "Mettre fin au racisme. Bâtir la paix".
En 2023 - la journée internationale de la paix a pour thème "Action en faveur de la paix: nos ambitions pour les #ObjectifsMondiaux".
En 2024 - la journée internationale de la paix a pour thème "Promouvoir une culture de paix".